# Централни софийски гробища
Централните софийски гробища са най-голямото гробище в София, столицата на България. Намира се в квартал Орландовци, в северната част на града. Комплексът се поддържа от Общинско предприятие „Гробищни паркове“.
На различни религиозни общности, както и на различни етнически групи, са предоставени парцели. Има няколко различни храма – православната църква „Успение Богородично“, католическия параклис „Свети Франциск“, арменска църква, еврейска синагога и други.
На територията на гробищния парк има няколко военни гробища (немско, английско, френско и италианско), както и парцели, в които са погребани опълченци и авиатори. Парцелите, в които са погребани лица с военни чинове на други държави, се управляват от съответните дипломатични представителства. Паркът граничи с мемориал – костница на военните гробища, стопанисван от Министерство на отбраната.
В специален парцел – „Алея на творците“, са погребани някои дейци на културата и изкуството.
За обекти на недвижимото културно наследство са обявени 65 художествени надгробия на територията на Централните софийски гробища.